# Ski (ehemalige Kommune)
Ski war eine norwegische Kommune im Fylke Akershus. Ski wurde zum 1. Januar 2020 mit der Kommune Oppegård zur neuen Kommune Nordre Follo zusammengelegt. Die Kommune lag südlich von Oslo und hatte zuletzt 30.843 Einwohner. Verwaltungssitz war die gleichnamige Stadt Ski.

## Geografie und Einwohner
Das Gebiet, das zur Gemeinde gehörte, ist weitgehend hügelig und bewaldet. Vor allem im Westen der Kommune befanden sich die größeren Ortschaften. Im Jahr 2019 lagen in der Kommune mehrere sogenannte Tettsteder, also Siedlungen, die für statistische Zwecke als eine städtische Siedlung gewertet werden. Von den insgesamt 19.546 Einwohnern der Stadt Ski gehörten 13.262 zur Kommune Ski, 6284 wurden zur Nachbarkommune Ås gerechnet. Weitere Tettsteder waren Siggerud mit 1435, Kråkstad mit 1083, Skotbu mit 349 und Sandvoll mit 258 Einwohnern. Zudem lebten 2019 11.273 der insgesamt 1.019.513 Einwohner der Stadt Oslo auf dem Gebiet der Kommune Ski. Der höchste Punkt war die Erhebung Tømmerås mit 313 moh.

## Geschichte
Am 1. Januar 2020 wurde durch die Zusammenlegung von Ski und Oppegård die neue Kommune Nordre Follo geschaffen. Beide Vorgängergemeinden gehörten der dem Fylke Akershus an. Ski entstand im Jahr 1931 durch die Abspaltung von Kråkstad. Kråkstad verblieb mit 1534 Einwohnern, Ski hatte bei der Gründung 4375 Einwohner. Am 1. Januar 1964 wurden Ski und Kråkstad wieder miteinander vereint, nun allerdings unter dem Namen Ski. Zum Zeitpunkt der Fusion lebten in Kråkstad 1670 und in Ski 9362 Personen.

## Name und Wappen

Wappen der ehemaligen Kommune

Der Name „Ski“ leitet sich aus der alten Form „Skeide“ ab, diese wiederum von dem Wort „Skeid“. „Skeid“ bedeutet: ein Ort, an dem Wettläufe abgehalten werden. Die drei Pferdeköpfe im Kommunenwappen symbolisierten diesen Ursprung.

## Persönlichkeiten
- Thorvald Torgersen (1862–1943), Maler
- Kristian Henriksen (1911–2004), Fußballspieler und -trainer
- Ørnulf Andresen (* 1944), Radrennfahrer
- Dag Kolstad (* 1955), Autor
- Linn-Kristin Riegelhuth Koren (* 1984), Handballspielerin
- Betina Riegelhuth (* 1987), Handballspielerin
- Marita Skammelsrud Lund (* 1989), Fußballspielerin
- Thomas Solstad (* 1997), Handballspieler